# Broock
Broock este o comună din landul Mecklenburg-Pomerania Inferioară, Germania.
1. ↑  GeoNames